# Satyrichthys
Satyrichthys es un género de peces de la familia Peristediidae. Fue descrito por el naturalista alemán Johann Jakob Kaup en 1873.

## Especies
- Satyrichthys clavilapis Fowler, 1938
- Satyrichthys laticeps Schlegel, 1852
- Satyrichthys longiceps Fowler, 1943
- Satyrichthys milleri Kawai, 2013[6]
- Satyrichthys moluccensis Bleeker, 1850
- Satyrichthys rieffeli Kaup, 1859
- Satyrichthys welchi Herre, 1925